# Спомен-костурница на Аџијским ливадама
Спомен-костурница на Аџијским ливадама се налази у атару Новог Села, на територији општине Сурдулица. У гробници су сахрањени војници Трећег батаљона трећег прекобројног пешадијског пука првог позива Дринске дивизије митраљеског одељења, погинули током борбе на Власини, током јула 1913. године.
Спомен обележје и костурница састоји се од постамента квадратног облика у основи димензија 8,08х8,37m, у оквиру кога се налази мањи постамент димензија 6,30х6,25m. Постаменти су озидани каменом, са бетонираним ободима. Простор између зидова прекривен је земљом и растињем. На врху костурнице је постављено вертикално спомен обележје од монолитног камена неправилног облика са плитко уклесаним речима:
| „ | ПОГИНУЛИМ ДРУГОВИМА ТРЕЋЕГ БАТАЉОНА ТРЕЋЕГ ДРИНСКОГ ПЕШАДИЈСКОГ ПУКА МИТРАЉЕСКОГ ОДЕЉЕЊА. | ” |

На полеђини споменика је записано:
| „ | 15. и 16.7.1913. ГОДИНЕ СТРЕШЕР | ” |